# Cortegada

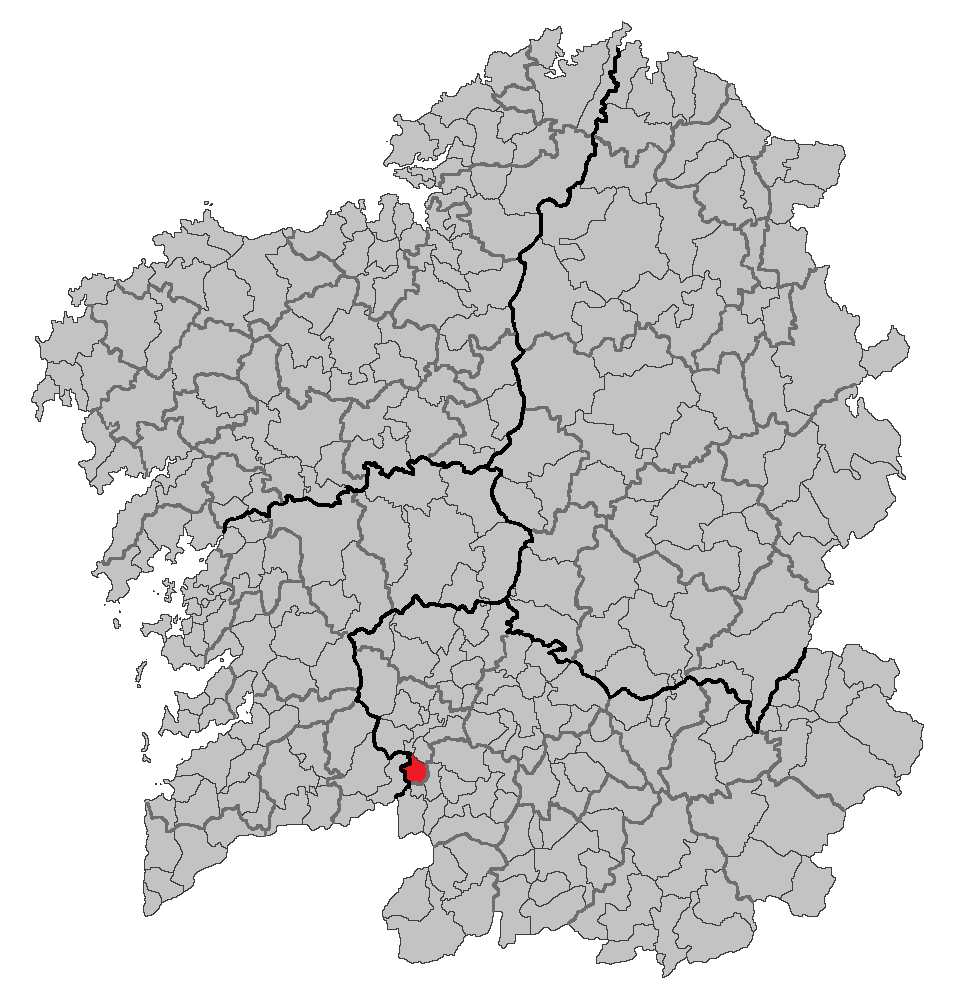
Localização de Cortegada

Cortegada é um município da Espanha na província 
de Ourense, 
comunidade autónoma da Galiza, de área 26,88 km² com 
população de 1328 habitantes (2007) e densidade populacional de 52,17 hab/km².

## Demografia
| Variação demográfica do município entre 1991 e 2004 | Variação demográfica do município entre 1991 e 2004 | Variação demográfica do município entre 1991 e 2004 | Variação demográfica do município entre 1991 e 2004 |
| --------------------------------------------------- | --------------------------------------------------- | --------------------------------------------------- | --------------------------------------------------- |
| 1991                                                | 1996                                                | 2001                                                | 2004                                                |
| 1605                                                | 1484                                                | 1414                                                | 1407                                                |